# Les Claypool

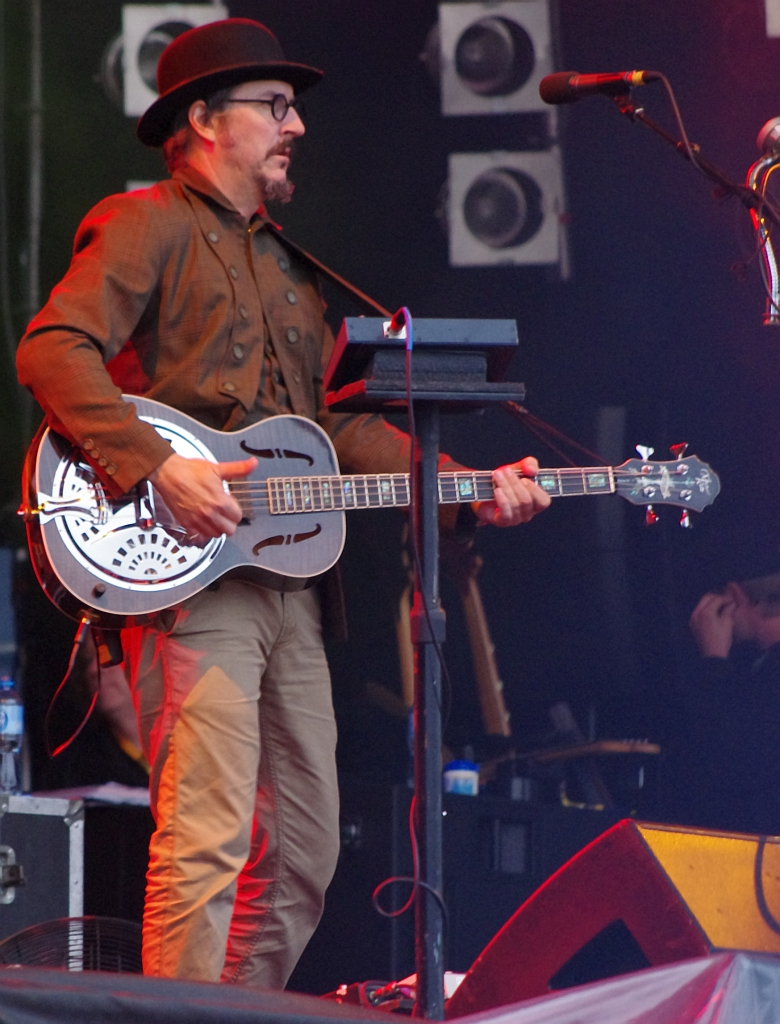
Les Claypool, 2011

Leslie Edward „Les“ Claypool (* 29. September 1963 in Richmond, Kalifornien) ist ein US-amerikanischer Musiker. Er ist Bassist und Sänger der Rockband Primus. 
Claypool ist vor allem für sein E-Bass-Spiel bekannt. Er verwendet verschiedene Spielweisen, vor allem die Slap-Technik, die er weiterentwickelt hat, indem er Funk mit experimentellem Rock im Stile der Residents kombiniert. Neben dem E-Bass spielt er auch Kontrabass, Banjo und ein selbstgebautes Instrument namens Whamola, eine Variation des Waschwannenbasses. Außerdem sind seine nasale Stimme und seine phantasievollen Texte sehr charakteristisch.

## Werdegang
Claypool wuchs im Großraum San Francisco auf, wo er in seiner Jugend in verschiedenen Bands spielte. Dabei erlernte er verschiedene Stile, unter anderem Funk und Bluesrock. Er stellte sich damals bei Metallica vor (Kirk Hammett ist ein Schulfreund von ihm), die sich aber für Jason Newsted entschieden. Danach spielte er bei der Thrash-Metal-Band Blind Illusion, wo er Ler LaLonde kennenlernte. 1984 gründete er Primate, aus denen nach einiger Zeit Primus hervorging. Mit dieser Band begann er zu touren und konnte die ersten Alben aufnehmen. Den Durchbruch brachte das Album Pork Soda, das es in den USA in die Album-Top-Ten schaffte. In dieser Zeit richtete er auf einer Farm unweit San Franciscos ein Studio namens Rancho Relaxo ein, in dem er mit verschiedenen Musikern aufnahm. Neben seiner musikalischen Arbeit wirkte er auch an der kreativen Gestaltung der Plattencover und der zumeist animierten Videoclips von Primus mit. 1996 veröffentlichte er sein erstes Soloalbum, das er aufgrund der Zusammenarbeit mit vielen anderen Musikern mit dem Beinamen Holy Mackerel versah.
Seit 2000 beschäftigt er sich verstärkt mit Nebenprojekten. Diese Projekte entstehen in der Regel bei Jam-Sessions, was zur Folge hat, dass die Projekte meist kurzlebig sind oder aufgrund von Besetzungswechseln häufig umbenannt werden. Die bekanntesten Projekte sind Oysterhead mit dem ehemaligen Police-Schlagzeuger Stewart Copeland und dem Phish-Sänger und Leadgitarristen Trey Anastasio sowie Colonel Les Claypoolʼs Fearless Flying Frog Brigade. Bei letzteren arbeitete er mit weniger bekannten Musikern zusammen, die bei verschiedenen Nachfolgeprojekten jedoch immer wieder auftauchen. Als Gastmusiker trat er mit Künstlern und Bands wie Tom Waits, Buckethead, Limp Bizkit, Adrian Belew von King Crimson und bei Jerry Cantrell von Alice in Chains auf.
Seit dem Jahre 2005 veröffentlicht er seine Solowerke ohne Beinamen. Den Anfang machte eine DVD mit Einblicken in sein Schaffen. Im selben Jahr saß er für etwa ein halbes Dutzend Konzerte unter dem Pseudonym Lapdog am Schlagzeug von Electric Apricot. 2006 erschien sein erster Roman South of the Pumphouse, eine autobiografisch geprägte Geschichte, laut Klappentext stilistisch zwischen Ernest Hemingway und Hunter S. Thompson einzuordnen. Ebenfalls 2006 erschien das Mockumentary Electric Apricot: Quest for Festeroo, das eine fiktive Band durch die kalifornische Jamband-Szene begleitet. Claypool führte Regie und wirkte als Schauspieler mit. Im Jahr 2008 erschien das Videospiel Mushroom Men (Red Fly Studios) für Nintendo Wii und DS, für das er Musikstücke komponierte.
2010 war er das erste Mal seit längerem in Europa auf Tournee. 2011 war er mit Primus unter anderem in Europa auf Tour. Generell erlaubt Les Claypool das Mitschneiden seiner Konzerte als Audioaufnahme, Videoaufnahmen sind dagegen nicht erlaubt.

## Diskografie (ohne Primus)
mit Sausage
- Sausage Demo (1988)
- Riddles are Abound Tonight (1994)

mit Les Claypool and The Holy Mackerel

(Soloprojekt mit Gastauftritten von Henry Rollins und Charlie Hunter):
- Highball with the Devil (1996)

mit Les Claypool’s Fearless Flying Frog Brigade
- Live Frogs Set 1 (2001)
- Live Frogs Set 2 (2001)
- Purple Onion (2002)

mit Oysterhead
(mit Stewart Copeland und Trey Anastasio):
- The Grand Pecking Order (2001)

mit Colonel Claypool’s Bucket of Bernie Brains

(mit Buckethead, Brain und Bernie Worrell):
- The Big Eyeball in the Sky (2004)

mit Les Claypool’s Duo De Twang (mit Bryan Kehoe):
- Four Foot Shack (2014)

mit The Claypool Lennon Delirium (mit Sean Lennon)
- Monolith of Phobos (2016)
- South of Reality (2019)

Soloalben
- Of Whales and Woe (2006)
- Of Fungi and Foe (17. März 2009)

Gastauftritte (Auswahl)
- The Sane Asylum (1988, Blind Illusion)
- Bone Machine (1992, Tom Waits)
- Trios (1994, Rob Wasserman, Titel: Home is where you get across feat. Chris Whitley und 3 guys named Schmo feat. Jay Lane)
- The Wild Bouquet 1995 mit MIRV, Brain & Mat Callahan
- Boggy Depot (1998, Jerry Cantrell)
- Garage Inc. (1998, Metallica)
- Monsters and Robots (1999, Buckethead)
- Mule Variations (1999, Tom Waits)
- Significant Other (1999, Limp Bizkit)
- Crank It Up (2002, Tributalbum für Commander Cody classic Hot Rod Lincoln)
- The Deep End Vol. 2 (2002, Gov’t Mule)
- The Deepest End (2003, Gov’t Mule)
- Real Gone (2004, Tom Waits)
- Attention Dimension (2005, Jack Irons, Titel: Shine On You Crazy Diamond von Pink Floyd)
- Side One (2005, Adrian Belew, mit Les Claypool (Bass) und Danny Carey (Schlagzeug) auf den ersten drei Titeln)
- Be Careful What You Wish For… (2005, Gabby La La)
- Side Three (2006, Adrian Belew)
- Bad As Me (2011, Tom Waits)
- Beelzebub (2013, Beats Antique)
- More Than the Fairy (2021, Death Grips)

Videoalben
- 5 Gallons Of Diesel (2005, Les Claypool DVD)
- Fancy – Live 2006
- Electric Apricot – Quest for Festeroo (2006)